# 충돌모형

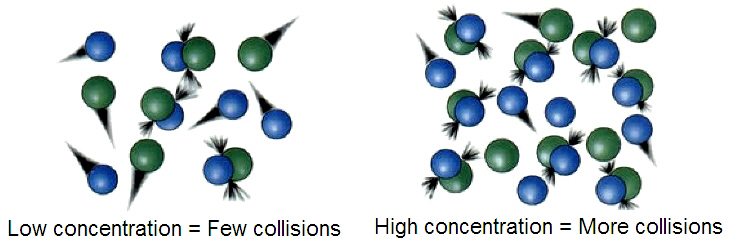
반응 속도는 반응물의 농도와 비례한다. 이러한 현상은 충돌모형으로 설명이 가능하다.

충돌모형(衝突模型) 또는 충돌이론(衝突理論, collision theory)이란, 독일의 화학자인 Max Trautz와 William Lewis가 1916년과 1918년에 제안한 이론이다. 이 이론은 화학 반응이 어떻게 일어나며, 왜 반응 속도가 반응의 종류에 따라 다른지 잘 설명해준다. 이 이론은 화학 반응이 일어나기 위해서는 반드시 두 입자가 충돌하여야 하며, 반응이 일어나기에 충분한 에너지를 가진 상태여야 한다는 데 기초한다. 왜냐하면, 충돌 할 때 입자는 원래 존재하던 결합을 끊어야 새로운 결합을 하여 생성물을 형성할 수 있기 때문이다. 이때, 반응이 일어나는데 필요한 최소한의 에너지는 활성화 에너지라고 한다. 충돌이 성공적으로 일어나는 경우에도, 반응물의 농도가 너무 적다면 반응은 훨씬 천천히 일어날 것이다. 또한, 온도가 올라간다면 평균 분자 에너지가 증가하여 분자의 속도가 증가하게 되어 충돌이 증가할 것이다. 따라서 온도가 증가하면 활성화 에너지보다 큰 에너지를 가지는 입자끼리의 충돌이 증가하게 되어 반응 속도가 빨라지게 된다.
충돌 모형은 화학반응속도론과 밀접한 관련이 있다.

## 같이 보기
- 반응 속도식